# Faust (Programmiersprache)
Faust ist eine funktionale Programmiersprache für die Echtzeit-Signalverarbeitung von Audio-Signalen. Der Name Faust steht für Functional AUdio STream. Entwickelt wird Faust am GRAME centre national de création musicale in Lyon.
Faust-Programme können auf POSIX-kompatiblen Systemen erstellt und ausgeführt werden. Der Quellcode beschreibt den Signalfluss ähnlich wie bei einem Digitalen Signalprozessor. Der Faust-Compiler erzeugt daraus C++-Code für die gewählte Art der Applikation. Es können unter anderem LADSPA- oder VST-Plugins, Erweiterungen für Pure Data sowie Applikationen für ALSA oder den JACK Audio Connection Kit mit GTK+- oder Qt-Oberfläche erzeugt werden. 
Faust ist als freie Software unter der GPL lizenziert.
Am 17. und 18. Juli 2018 fand an der Johannes Gutenberg-Universität Mainz die erste Internationale FAUST-Konferenz (IFC) statt.

## Beispielprogramm
FAUST Programme definieren eine Prozessfunktion, welche die einkommenden Daten bearbeiten. Es entspricht der Main-Funktion in den heutigen bekannten Programmiersprachen wie Java. Das Folgende zeigt ein Beispiel zur Erstellung dieses:
```
process
 
=
 
0
;

```

Das zweite Beispiel kopiert das Input-Signal und fügt es zum Output ein:
```
process
 
=
 
_
;

```

Dieses Beispiel konvertiert ein Stereo-Signal in ein Mono-Signal um:
```
process
 
=
 
+
;

```

Die meisten FAUST Operatoren entsprechen denen von C, sind aber ausgelegt für Signale.